# Matteo Arnaldi
Matteo Arnaldi (San Remo, 22 februari 2001) is een Italiaans tennisser.

## Carrière
Arnaldi maakte zijn profdebuut in 2019 en won zijn eerste challenger in 2022. Hij behaalde goud op de Middellandse Zeespelen in 2022 in het dubbelspel aan de zijde van landgenoot Francesco Passaro. Hij werd aan het eind van het jaar geselecteerd voor de Next Generation ATP Finals.

## Palmares
| Legenda                       | Legenda               |
| ----------------------------- | --------------------- |
| Grand Slam                    |                       |
| Olympische Spelen             |                       |
| tot 2009                      | vanaf 2009            |
| Tennis Masters Cup            | ATP Finals            |
| ATP Masters Series            | ATP Tour Masters 1000 |
| ATP International Series Gold | ATP Tour 500          |
| ATP International Series      | ATP Tour 250          |

### Enkelspel
| Nr.                  | Datum           | Toernooi            | Ondergrond | Tegenstander in finale | Score         | Details |
| -------------------- | --------------- | ------------------- | ---------- | ---------------------- | ------------- | ------- |
| gewonnen challengers |                 |                     |            |                        |               |         |
| 1.                   | 22 mei 2022     | Francavilla al Mare | Gravel     | Billy Harris           | 6-3, 6-7, 6-4 |         |
| 2.                   | 5 februari 2023 | Tenerife-2          | Hardcourt  | Raul Barncaccio        | 6-1, 6-2      |         |
| 3.                   | 9 april 2023    | Murcia              | Gravel     | Borna Gojo             | 6-4, 7-6(4)   |         |
| 4.                   | 11 juni 2023    | Heilbronn           | Gravel     | Facundo Diaz Acosta    | 7-6, 6-1      |         |

### Landencompetities
| Nr.              | Datum               | Toernooi  | Ondergrond    | Partner(s)                                                  | Tegenstanders                                                           | Score               | Ref.    |
| ---------------- | ------------------- | --------- | ------------- | ----------------------------------------------------------- | ----------------------------------------------------------------------- | ------------------- | ------- |
| Gewonnen finales |                     |           |               |                                                             |                                                                         |                     |         |
| 1.               | 21-26 november 2023 | Davis Cup | Hardcourt (i) | Jannik Sinner Lorenzo Musetti Lorenzo Sonego Simone Bolelli | Alex de Minaur Matthew Ebden Alexei Popyrin Max Purcell Jordan Thompson | 2-0 (2 wedstrijden) | Details |